# Márcio Reolon
Márcio Reolon   (Porto Alegre, 16 de novembre de 1984) és un director de cinema, guionista, productor i actor brasiler.

## Carrera
El seu primer llargmetratge Beira-Mar es va estrenar mundialment a la secció Forum del Festival Internacional de Cinema de Berlín el 2015. Al Brasil, la pel·lícula es va estrenar al Festival Internacional de Cinema de Rio, on va guanyar el premi a la Millor Pel·lícula a la secció Novos Rumos i el Premi Especial del Jurat Félix.
El 2018, el seu segon llargmetratge Tinta Bruta es va estrenar a la secció Panorama del Festival de Cinema de Berlín 2018, guanyant el Premi Teddy a la millor pel·lícula, així com el premi de la Confederació Internacional de Cinemas d'Art a la millor pel·lícula de la secció Panorama. Al Brasil, Tinta Bruta va ser la principal guanyadora del Festival Internacional de Cinema de Rio, amb els premis a Millor Pel·lícula, Millor Pel·lícula Guió, Millor Actor i Millor Actor Secundari. Tinta Bruta es va projectar a més de 100 festivals de cinema d'arreu del món, guanyant més de 30 premis, i va formar part de diverses llistes de les millors pel·lícules del 2018 i de la millor pel·lícula de la dècada.
Sovint coescriu i dirigeix les seves pel·lícules amb Filipe Matzembacher i també un membre fundador d'Avante Filmes.

## Filmografia
- Ato noturno, (2025, co-dirigida amb Filipe Matzembacher)
- Tinta Bruta, 2018 (co-dirigida amb Filipe Matzembacher)
- The Nest, 2016 (co-dirigida amb Filipe Matzembacher)
- The Last Day Before Zanzibar, 2016 (co-diririgida amb Filipe Matzembacher)
- Beira-Mar, 2015
- A Ballet Dialogue, 2012